# Technoboy
Technoboy, né Cristiano Giusberti le 19 décembre 1970 à Bologne, est un producteur et disc jockey de hardstyle italien.

## Biographie
Cristiano est né le 19 décembre 1970, à Bologne, en Italie. Il commence sa carrière de DJ et producteur en 1992. Pas seulement sous le rôle d'un DJ, il compose également pour le label discographique The Saifam Group, un label très notable localisé en Italie. Il devient manager en 1992 à RECORD 66 Music Market for DJs, et y manage toujours actuellement. Il devient par la suite producteur en 1996 chez Arsenic Sound jusqu'en 1998, lorsqu'il devient producteur chez The Saifam Group. En tant que manager, il supervise de nombreux labels comme Dance Pollution, Red Alert, Titanic Records, Spectra Records, Green Force, BLQ, Bonzai Records Italy, Bonzai Trance Progressive Italy et XTC Italy. Il compose également en collaboration avec de nombreux artistes comme Nitro, Klone, Pacific Link, The Hose, Spiritual Project, Giada, The KGB's, K-Traxx, Citizen, 2 Best Enemies, Hardstyle Masterz, Hunter, The Raiders, DJ Stardust, Droid, Atlantic Wave, Vector Two, Q-Zar, Ruff, Speedwave, Builder et Psy man.
Technoboy a également joué dans des endroits réputés tels que Defqon.1, Sensation, Mondo (Edinburgh UK), Qlimax, Mystery Land, In Qontrol, Hard Bass, X-Qlusive, Fantazia (Glasgow), Decibel, et dans des clubs tels que Hemkade 48, The Bridge, Index (Earthquake 2003), Tropicana, OXA, Ministry of Dance, Locomotion, Plaza di Christo, Vat 69 (2Fast4Trance), The Melkweg et Club Sans Souci (The Zone). Sa popularité est si grandissante qu'elle franchit les frontières de nombreux pays comme les Pays-Bas, la Pologne, l'Australie, la Suisse, l'Allemagne, la Roumanie et les États-Unis. Certains des titres à succès de Technoboy incluent War Machine, Rage, Into Deep, Oh My God et le thème de Qlimax 2008 Next Dimensional World.
En 2003, il fait paraître son album Technoboy #2, The Number One Hardstyle DJ From Italy. Il participe en 2005 à la publication de l'album Hard Bass vol. 5 - The Battles, et en 2007 à Decibel 2007, le dernier étant accueilli par une note de 82 sur 100 sur Partyflock. En 2008, il fait paraître aux côtés de Noisecontrollers l'album The Battle - Noisecontrollers vs. Technoboy, accueilli sur Partyflock par une note de 83 sur 100. En 2009, il fait paraître l'album Ten Years of Technoboy bien accueilli par la presse spécialisée,.